# 63ª NHK Kōhaku Uta Gassen
A 63ª edição do NHK Kouhaku Utagassen, sendo o 24º da era Heisei, foi transmitida entre 19:15 e 23:45 (com pausa de 5 minutos para as notícias) do dia 31 de dezembro de 2012. Para esta edição o tema foi "Conhecendo através da música". Maki Horikita comandou o Akagumi (Time Vermelho) e o grupo Arashi comandou o Shirogumi (Time Branco), e desta vez, a mediadora foi Yumiko Udô. Nenhum artista coreano participou deste Kouhaku, assim tivemos várias estreias como Golden Bombers, Momoiro Clover Z, SKE48, Kyary Pamyu Pamyu, J Soul Brothers, entre outros. A banda Princess Princess que retornou aos palcos, também fez sua primeira participação no programa.
Mais uma vez foi Ayumi Hamasaki quem abriu o evento (por conta de seu show de ano novo, o 2012-2013 COUNTDOWN) e o "ootori" (como é conhecido a última música antes do resultado final) ficou por conta do SMAP. O time vencedor foi o Shirogumi, que voltou a vencer o Kouhaku desde 2010 (em 2011, a vitória foi de Akagumi). Satoshi Ohno recebeu o estandarte nas mãos de Saori Yoshida, medalhista de ouro nas Olimpiadas de Londres.

## Ordem das Apresentações

### Primeira Parte
- 01. Ayumi Hamasaki - 2012 A Special Medley
  - Foram interpretadas as músicas Dearest, Evoution e Surreal.
- 02. NYC - NYC Kouhaku Medley
- 03. SKE48 - Pareo wa Emerald
- 04. Golden Bomber - Memeshikute
- 05. AAA - 777 ~We Can Sing a Song!~
- 06. Mika Nakashima - Hatsukoi
- 07. Sandaime J Soul Brothers - Hanabi
- 08. Nana Mizuki - BRIGHT STREAM
  - Esta música contou com a participação da banda de apoio, Cherry Boys.
- DREAM STAGE (Arashi, AKB48, Kanjani Eight, Perfume)
- 09. FUNKY MONKEY BABYS - Sayonara Janai
- 10. Ayako Fuji - Wasurenai
- 11. HY - Ichiban Chikaku ni
- 12. Kaori Mizumori - Hitori Nakaragawa
- 13. Naoto Inti Rayme - Brave
- 14. Koda Kumi - Go To The Top
- 15. Takashi Hosokawa - Naniwabushi Dayo Jinsei wa
- 16. Kaori Koizai - Sake no Yado
- 17. Porno Graffitti - Kageboushi
- 18. Kana Nishino - GO FOR IT!
- 19. Hiroshi Tachi - Arashi wo Yobu Otoko
- 20. Natsuko Godai - Koi Zange
- 21. Shinichi Mori - Fuyu no Riviera
- 22. Ayaka - Hajimari no Toki
- "Hana wa Saku" (Maki Horikita, Toshiyuki Nishida, Masatoshi Nakamura, Kumiko Mori, Shizuka Arakawa, Sandwichman, Nobuyuki Tsujii e Yoko kanno)

### Segunda Parte
- 23. Kanjani8 - Hatsu Kohaku! Zenryoku Zenshin Jya Jya Jya Jya-n!
- 24. Momoiro Clover Z - Momoiro Kohaku Da Z!
  - Foram interpretadas as músicas Saraba, Itoshiki Kanashimitachi yo e Ikuze! Kaitou Shoujo
- 25. TOKIO - KIBOU
- 26. Perfume - Spring of Life
- 27. Kobukuro - Kami Hikouki
- 28. AKB48 - AKB48 Kouhaku 2012 SP ~Dai 2-Sho~
  - Foram interpretadas as músicas Uza, Gingham Check e Manatsu no Sounds Good!
- 29. Go Hiromi - Dangerer*
- 30. aiko - Kuchibiru
- 31. Hiroshi Itsuki - Yoake no Blues
  - Nesta musica, o AKB48 atuou como Backing Vocals.
- 32. Kyary Pamyu Pamyu - Kouhaku 2012 Kyary Pamyu Pamyu Medley
  - Foram interpretadas as músicas Fashion Monster e Tsukema Tsukeru
- PERFORMANCE ESPECIAL - "Furusato" (Arashi e convidados)
- 33. Hideaki Tokunaga - Ue wo Muite Arukou
- 34. Saori Yuki - Yoake no Scat
- 35. Kasuyoshi Saito - Yasashiku Naritai
- 36. Yoshimi Tendo - Soran Matsuri Bushi
- 37. YUI - Good-Bye Days
  - Ultima aparição como artista solo. Em 2013, passou a integrar a banda Flower Flower.
- 38. Kitoshi Hikawa - Sakura
- 39. Fuyumi Sakamoto - Yosakura Oshichi
- 40. ARASHI - New Year's Eve Medley 2012
  - Foram interpretadas as músicas Wild At Heart e Face Down.
- 41. Akihiro Miwa - Yoitomake no Uta
- 42. Akiko Wada - Ai, Todokimasuka
- PERFORMANCE ESPECIAL - MISIA e Eikichi Yazawa
- 43. EXILE - Rising Sun
- 44. YUKI - Prism
- 45. Masaharu Fukuyama - Beautyful Life
- 46. Princess Princess - Diamonds
- 47. Sayuri Ishikawa - Amagi Goe
- 48. Saburo Kitajima - Fusetsu Nagare Tabe
- 49. Ikimonogakari - Kaze ga Fuiteiru
- 50. SMAP - SMAP 2012' SP
- FINAL - "Hotaru no Hikari" (com todos os artistas)